# Кохинхин (кокошка)
Кохинхин (на френски: Cochinchine) е китайска порода кокошка за месо.

## История
Птиците от тази порода за първи път са изнесени в Северна Америка и Европа през 1840-те години от град Шанхай, Китай. Кохинхин е предаден лично на кралицата на Великобритания – Виктория. Породата е вписана в Британския стандарт за домашни птици от 1865 г. и в Американската асоциация на домашните птици от 1874 г.
От породата същастуват над 6 разновидности в цветове: черен, червен, жълт и други. Характерно за тези птици е, че са флегматични, в резултат от което не бягат много от хората. Друг характерен белег за тях е прекомерното оперение..

## Разпространение
Представителите на породата се срещат в цял свят.
- Кохинхин жълт
- Кохинхин бял
- Кохинхин кокошка и петел